# Hermann Ammann
Hermann Ammann (* 10. August 1885 in Bruchsal; † 12. September 1956 in Innsbruck) war ein deutscher Sprachwissenschaftler, der ab 1928 als Professor an der Universität Innsbruck wirkte.

## Leben
Hermann Ammann, der jüngste Sohn des Gymnasialdirektors Jacob Ammann († 1895), besuchte das Gymnasium zu Bruchsal und Freiburg und studierte ab Ostern 1903 Klassische Philologie, Germanistik und Philosophie an der Albert-Ludwigs-Universität Freiburg. Durch die Seminare und Vorlesungen des Sprachwissenschaftlers Rudolf Thurneysen gelangte er zur Indogermanistik, die er auch während seines Semesters in Heidelberg (1905/1906) intensiv studierte.
Nach dem Examen (1909) absolvierte Ammann ein praktisches Jahr am Bertholdgymnasium zu Freiburg und arbeitete gleichzeitig an seiner Dissertation über ein Thema der lateinischen Syntax, mit der er am 23. Juli 1910 promoviert wurde. Von Januar 1911 bis Oktober 1913 arbeitete er als Assistent am Thesaurus Linguae Latinae in München, wo er reiche Anregung für seine wissenschaftliche Arbeit erfuhr. Nach der Rückkehr arbeitete er als Lektor für Klassische Philologie an der Universität Freiburg. Im Ersten Weltkrieg meldete sich Ammann freiwillig zum Roten Kreuz und wurde 1917 zum Gruppenführer ernannt. Nach Kriegsende bereitete sich Ammann auf die Habilitation für Vergleichende Sprachwissenschaft bei Ludwig Sütterlin vor, die er 1920 erreichte.
Zu dieser Zeit entwickelte sich Ammanns wissenschaftliches Hauptanliegen: das scheinbar Willkürliche der Sprache auf seine verborgene Gesetzmäßigkeit zu prüfen. In seiner Antrittsvorlesung stellte er die Frage, ob es allgemeingültige kausale Gesetze für den Sprachwandel gebe. Er stellte die These auf, dass der Sprachwandel auf den Wandel gesellschaftlicher Normen zurückgeht.
Nachdem Ammann 1923 für seine Publikationen den Georg-Curtius-Preis erhalten hatte, wurde er 1926 zum außerordentlichen Professor ernannt und konnte 1927 eine längere Griechenlandreise unternehmen. 1928 wurde er auf den ordentlichen Lehrstuhl für Sprachwissenschaft an der Universität Innsbruck berufen (als Nachfolger Alois Waldes). Dort wirkte Ammann als Leiter des Instituts für Sprachwissenschaft bis zu seinem Tod. Rufe an die Universitäten Graz (1940) und Wien (1955) lehnte er ab.
Ammanns Hauptwerk ist die Monografie Die menschliche Rede (zwei Bände, Lahr 1925–1928; Nachdruck Darmstadt 1974).
Am 18. Mai 1938 beantragte er die Aufnahme in die NSDAP und wurde zum 1. Januar 1940 aufgenommen (Mitgliedsnummer 7.363.742).

## Schriften
- Vom doppelten Sinn der sprachlichen Formen. Heidelberg, 1920 (Sitzungsberichte der Heidelberger Akademie der Wissenschaften, Philosophisch-Historische Klasse, 1920, 12. Abhandlung).
- Die menschliche Rede: sprachphilosophische Untersuchungen. 2 Teile. 4., unveränd. Aufl., fotomechan. Nachdr. d. Ausg. Lahr in Baden 1925–1928. Darmstadt: Wissenschaftliche Buchgesellschaft 1974, ISBN 978-3-534-05540-1.